# 阿武山 (広島県)
阿武山（あぶさん）は、広島市安佐北区と安佐南区にまたがる山である。北から時計回りに半円を描くように麓を太田川が南流する。
2層の地質からなり、下部が浸食が進みやすく風化しやすい後期白亜紀の花崗岩、上部山頂付近が中期-後期ジュラ紀の硬い岩石で構成されている
。
中腹に棲む大蛇が人里に下りてきて害を与えていたが、戦国時代の武将香川勝雄が1532年2月27日にこれを退治した、との「蛇王池物語」が伝わっており、山頂付近に水神を祀る貴船神社の祠もある。ハイキングコースが整備されている。
- 古墳、遺跡群などが多数確認されている[5][6]。

- 毛利輝元が広島城築城の際、阿武山を玄武としたという説がある[7]。

2014年8月の広島市の土砂災害では、幾筋もの土石流が発生し、山裾に広がる住宅地に甚大な被害をもたらした。